# 安大略新民主黨
安大略新民主党（英語：Ontario New Democratic Party；簡稱「ONDP」或「NDP」 ）是加拿大安大略省的一个社會民主主義政党，對上一次在該省執政時期為1990年至1995年。在2018年省选之后成為安省官方反对党（即第二大黨）。它是联邦新民主党的省级支部，于1961年10月由合作联邦联合会安大略省分会（Ontario CCF）和安大略省劳工联合会（OFL）组成。